# Bao Shanju
Bao Shanju (Chinees: 鲍珊菊) (Luoyang, 3 november 1997) is een Chinese wielrenster. Zhong is gespecialiseerd op de sprintonderdelen bij het baanwielrennen. 
Bao won samen met Zhong Tianshi olympisch goud op de teamsprint in Tokio door in de finale de Duitse dames te verslaan. In de voorronde reden Bao en Zhong een wereldrecord.
Na afloop van deze spelen werd de teamsprint bij de vrouwen net als bij de mannen verreden met drie renners. 

## Belangrijkste resultaten
| Jaar | CK        | AK        | WK                                   | Olympische Spelen        | Overig                          |
| ---- | --------- | --------- | ------------------------------------ | ------------------------ | ------------------------------- |
| 2017 |           |           |                                      |                          |                                 |
| 2018 |           | 4e keirin |                                      |                          |                                 |
| 2019 |           |           |                                      |                          |                                 |
| 2020 |           |           |                                      |                          |                                 |
| 2021 |           |           | teamsprint · 15e sprint · 27e keirin |                          |                                 |
| 2022 |           |           |                                      | teamsprint · 27e keirin  |                                 |
| 2023 | 7e sprint |           | teamsprint · 6e tijdrit (500m)       |                          | Aziatische Spelen: · teamsprint |
| 2024 |           |           |                                      | 6e teamsprint 22e sprint |                                 |

2012: Welte, Vogel ·
2016: Gong, Zhong ·
2020: Bao, Zhong ·
2024: Capewell, Finucane, Marchant